# Casa Fisac
La Casa Fisac es un edificio situado en la ciudad española de Madrid proyectado por el arquitecto Miguel Fisac como vivienda personal.

## Historia y características
Se encuentra situada en el Cerro del Aire, en la vía Camino Arroyo de Valdebebas, en el barrio madrileño de Valdefuentes, distrito de Hortaleza, emplazada en un lugar elevado, que domina la zona. Fue proyectada en 1956, en terrenos entonces pertenecientes al término municipal de Alcobendas. Fisac se instaló en la vivienda con su esposa Ana María Badell tras su matrimonio en 1957. Cuenta con una única planta dispuesta junto a un patio, con un estanque.
De carácter austero, el estilo del edificio tiene influencias de la arquitectura japonesa, haciéndose patentes principios de la estética taoísta, por ejemplo, en el patio.
- Arqués, Francisco (2006). «Miguel Fisac (1913-2006). Un propósito experimental». Informes de la Construcción (Madrid: Consejo Superior de Investigaciones Científicas. Instituto de Ciencias de la Construcción Eduardo Torroja) 58 (503): 5-9. ISSN 0020-0883.
- Lorente Alcoya, Óscar (2012). «Hacia la esencia de la arquitectura: el papel de Oriente en los años experimentales de Miguel Fisac». Espacio, Tiempo y Forma, Serie VII, Historia del Arte (Madrid: Universidad Nacional de Educación a Distancia) 25: 395-418. ISSN 1130-4715.
- Peinado Checa, Zaira Joanna. «Los apuntes de Miguel Fisac en sus viajes». En: Ángel Melián García (Ed.). El dibujo de viaje de los arquitectos. Actas del 15 Congreso Internacional de Expresión Gráfica Arquitectónica (Las Palmas de Gran Canaria: Universidad de Las Palmas de Gran Canaria): 597-603. ISBN 978-84-9042-100-0.
- Vázquez-Díaz, Sonia; Suárez Mansilla, Luis (2014). «La estética taoísta en la casa de Fisac en Cerro del Aire». Boletín Académico. Revista de investigación y arquitectura contemporánea (La Coruña: Escuela Técnica Superior de Arquitectura. Universidade da Coruña). ISSN 2173-6723.